# Larry Nance Jr.
Larry Nance Jr. (ur. 1 stycznia 1993 w Akron) – amerykański koszykarz, występujący na pozycji silnego skrzydłowego, obecnie zawodnik New Orleans Pelicans.
W 2015 roku został wybrany z 27 numerem draftu NBA przez Los Angeles Lakers.
Jego ojcem jest Larry Donnell Nance – mistrz konkursu wsadów NBA z 1984 roku.
8 lutego 2018 został wytransferowany wraz z Jordanem Clarksonem do Cleveland Cavaliers w zamian za Isaiaha Thomasa, Channinga Fryea i wybór I rundy draftu 2018.
28 sierpnia 2021 trafił w wyniku transferu do Portland Trail Blazers. 8 lutego 2022 trafił w wyniku wymiany do New Orleans Pelicans.

## Osiągnięcia
Stan na 10 lutego 2022, na podstawie:
, o ile nie zaznaczono inaczej.
NCAA
- Uczestnik turnieju NCAA (2015)
- Mistrz turnieju konferencji Mountain West (MWC – 2015)
- Obrońca roku konferencji MWC (2015)
- Zaliczony do:
  - I składu:
    - MWC (2014, 2015)
    - defensywnego MWC (2014, 2015)
    - turnieju MWC (2015)

NBA
- Uczestnik konkursu wsadów (2018)